# Karl Heinrich von Morstein
Karl Heinrich von Morstein (* 16. Dezember 1758 in Labiau; † 1. November 1842 in Kowahlen) war ein Landrat im Kreis Oletzko.

## Leben

### Herkunft
Karl von Morstein entstammte der Familie von Morstein. Er war ein Sohn vom Bagger-Inspektor und Zolleinnehmer Johannes Friedrich von Morstein (1709–1793) und Dorothea Gracia, geb. von Wilkowski.

### Werdegang
Karl von Morstein wurde anfangs von einem Privatlehrer im Elternhaus unterrichtet, kam dann mit dem zehnten Lebensjahr auf das Collegium Fridericianum nach Königsberg. Mit vierzehn Jahren kehrte er in das Elternhaus zurück und wurde durch einen Hauslehrer weiter unterrichtet. Ab Oktober 1774 war er für vier Jahre an der Universität Königsberg, wo er auf den Wunsch des Vaters die mathematischen Wissenschaften studierte.
Ab 1778 war er im Vermessungsgeschäft seines Vaters in Kujawien eingebunden und wohnte in Kruschwitz. Später zogen sie nach Marienwerder um. Karl von Morstein entschied sich, den Beruf des Vaters nicht zu ergreifen, sondern wollte lieber in der Kameralistik arbeiten. Hierfür trat ihm sein Vater 1786 das Gut Gutten ab, sodass er sich um die Ökonomie des Gutes kümmern konnte. Er wurde später zum Kreisdeputierten gewählt und war ab 1788 Landschaftsrat. 1796 wurde er Direktor der Landschaft im Kreis Oletzko. Nachdem Heinrich Wilhelm von der Mülbe (* 1729) gestorben war, wurde er Ende 1797 von den Ständen zu von der Mülbes Nachfolger zum Landesdirektor gewählt. Am 22. September 1797 wurde sein großes Examen angemeldet, sodass er auf seinen Wunsch hin am 16. März 1798 die mündliche Prüfung vor der Königsberger Kammer ablegen konnte. Nach erfolgreicher Bestätigung der Prüfung aus Berlin erhielt er am 10. April 1798 die Befähigung für das Amt ausgesprochen, sodass er mit Ordre vom 1. Mai 1798 Landrat des alten Oletzkoer Kreises wurde. Von 1818 bis 1833 war er der erste Landrat des neuen Kreises Oletzko, der nach der neuen Gebietseinteilung in Preußen gebildet worden war. Morstein war Erbherr der Landgüter auf Kowahlen und Gutten.

### Familie
Er heiratete am 4. Januar 1791 in erster Ehe Friederike Henriette Juliana von Buddenbrock (1768–1798). Aus dieser Ehe stammte die Tochter Friderica Ludwica Heinrietta (* 30. Juli 1794, † 13. August 1794). 1799 heiratete von Morstein in zweiter Ehe Johanna Karolina von Maltitz (1779–1812), Schwester des Dichters Gotthilf August von Maltitz. Am 22. Oktober 1813 heiratete er die Schwester seiner verstorbenen Frau, Juliane Auguste von Maltitz (1790–1869), verwitwet von Tippelskirch. Mit seiner dritten Ehefrau hatte er zwei Töchter, Veronica Louise von Morstein (* 1822) und Bertha Emmeline von Morstein (1827–1866). Veronice war ab 1842 mit dem späteren Generalmajor Hermann von Leslie verheiratete und Emmeline heiratete 1851 den späteren Generalmajor August von Kleist. Karl von Morstein hatte über 15 Kinder.